# Friedrich Christoph Wilhelm Alefeld
Friedrich Georg Christoph Alefeld ou Friedrich Alefeld, (21 de outubro de 1820, Weiterstadt-Gräfenhausen - 28 de abril de 1872, Ober-Ramstadt), foi um botânico, escritor e médico alemão . 
Descreveu numerosas espécies botânicas em seus trabalhos publicados, com particular interesse pelas leguminosas e Malvaceae. Realizou uma obra sistemática dos cultivos alemães, tratados sobre banhos de ervas e sobre a utilidade das plantas cultivadas. Muitos dos seus ensaios ainda aparecem na literatura botânica atual.

## Obras
- Landwirthschaftliche Flora. oder Die nutzbaren kultivirten Garten- und Feldgewächse Mitteleuropa's in allen ihren wilden und Kulturvarietäten für Landwirthe, Gartner, Gartenfreunde und Botaniker insbesondere für landwirthschaftliche Lehranstalten. Berlin, Wiegandt & Hempel, 1866.
- Grundzüge der Phytobalneologie; oder, Der Lehre von den Kräuter-Bädern. Neuwied, Heuser, 1863.
- Die Bienen-Flora Deutschlands und der Schweiz. Neuwied, Heuser, 1863.